# Pidhaitsi
Pidhaitsi (em ucraniano:  Підгайці, Pidhajci, em polonês/polaco:  Podhajce) é uma cidade da Ucrânia, situada no Oblast de Ternopil. Tem 3,14 km² de área e sua população em 2020 foi estimada em 2.688 habitantes.